# 安都姓
安都是中国历史上的罕见姓氏。汉朝齊悼惠王之子濟北王劉志曾被封为安都侯（其侯國治所在今河北高陽），其后代即以安都为姓。现代无此姓。